# Giergl Kálmán

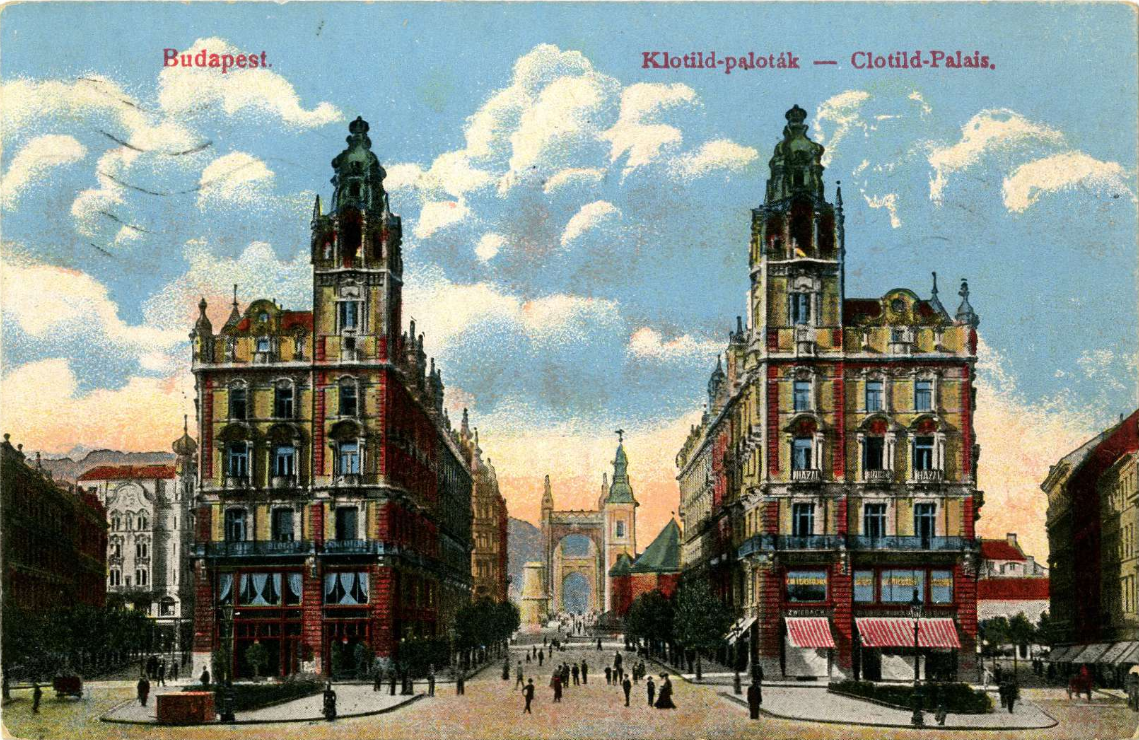
A Klotild paloták, 1901

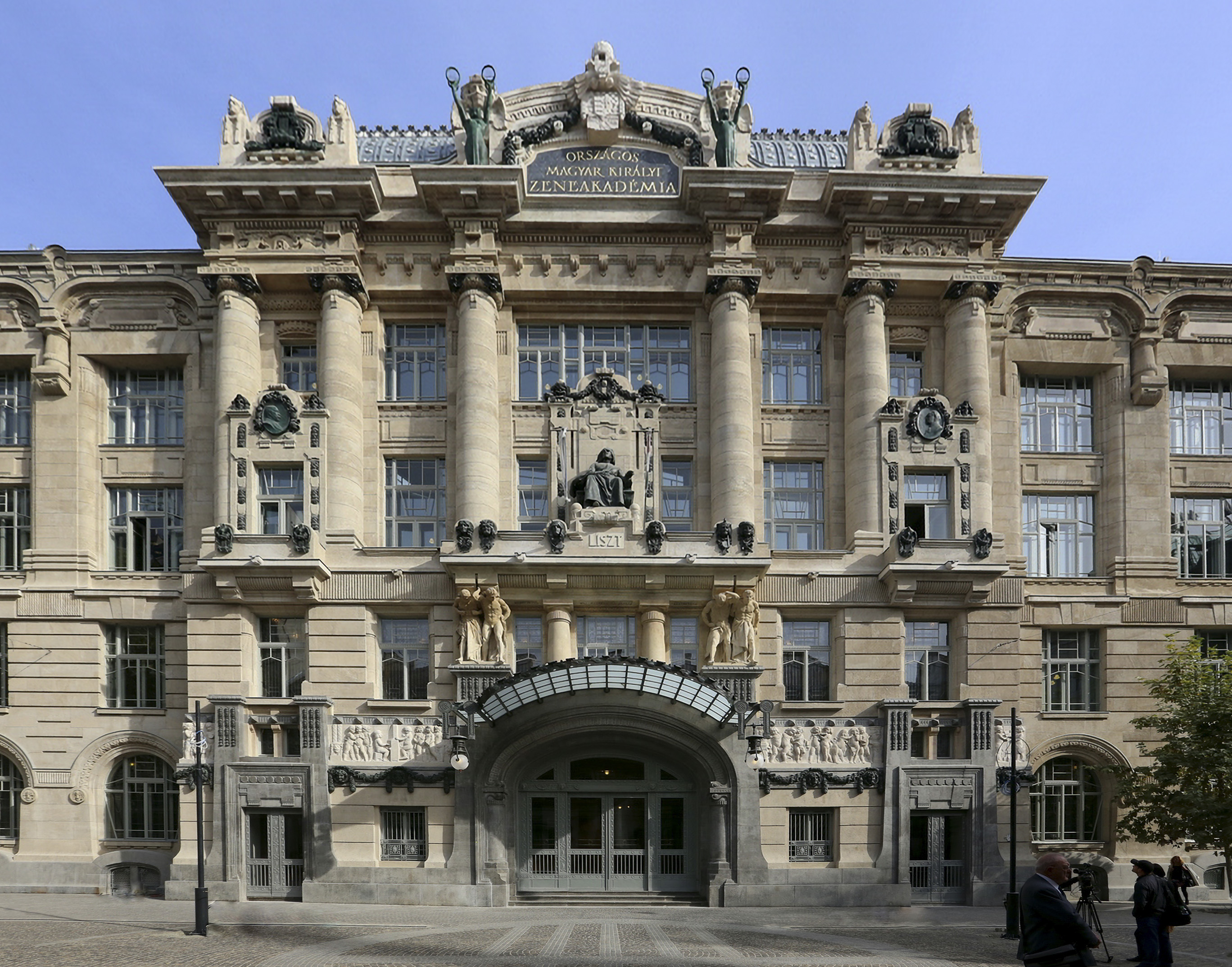
Zeneakadémia, 1907

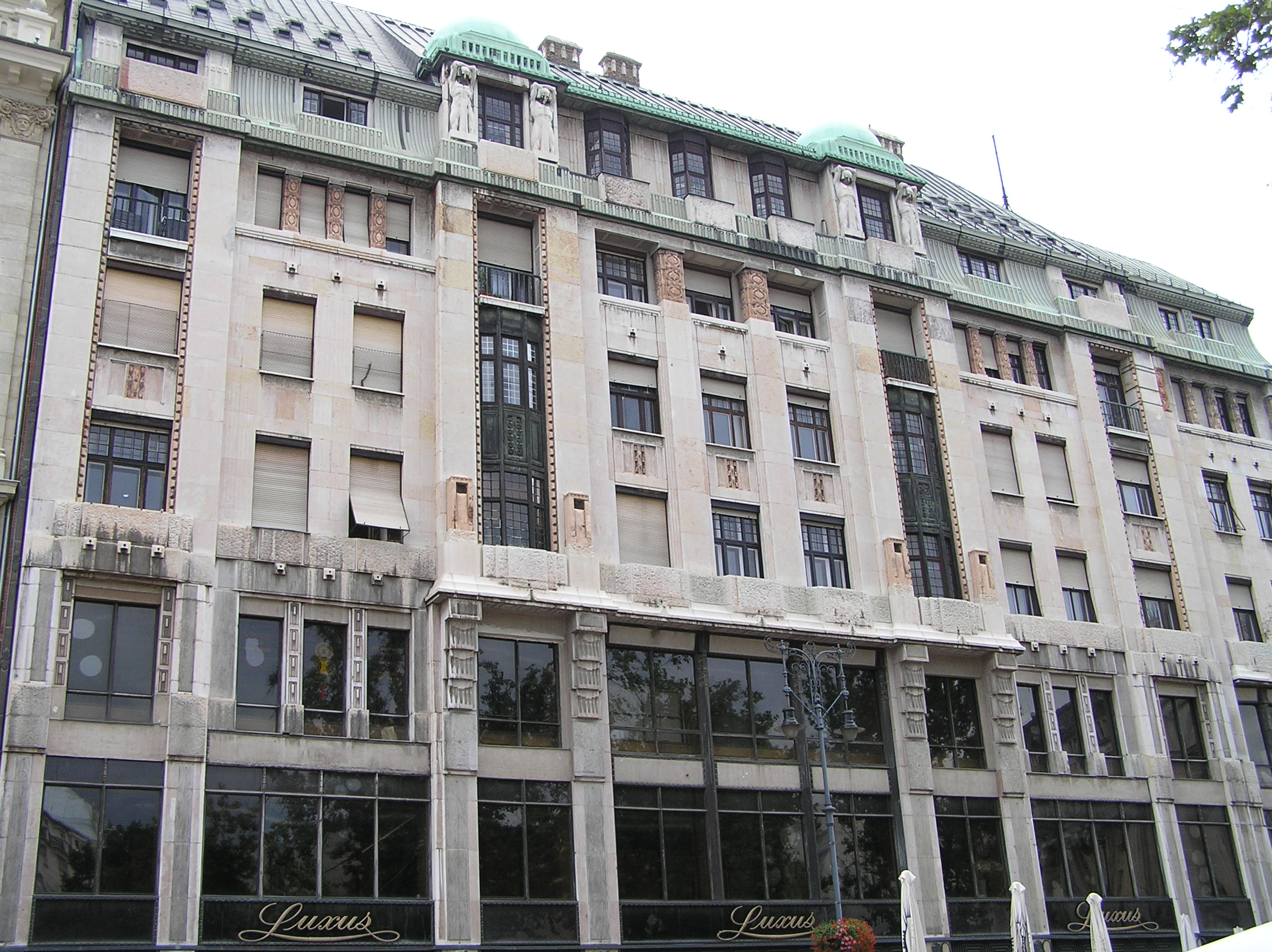
Luxus Áruház, 1911

Giergl Kálmán (Pest, 1863. június 29. – Nógrádverőce, 1954. szeptember 10.) a magyar eklektika korszakának jelentős építésze. A Györgyi-Giergl művészcsalád tagja.

## Családi háttere
Tiroli gyökerű, művészeti tevékenységéről már régóta ismert pesti polgári családba született. Édesapja Giergl Henrik (1827–1871), korának híres üvegművese volt, míg másod-unokatestvérei között találjuk Györgyi Géza építészt (1851–1934), aki a budai királyi palota, a Műegyetem "K" épülete és más középületek tervezésében vett részt, és Györgyi Kálmán művészeti írót (1860–1930), aki az Országos Magyar Iparművészeti Társulat igazgatója és a Magyar Iparművészet című folyóirat szerkesztője volt.

## Életpályája
Giergl Kálmán a pesti Műegyetemen, majd a berlini Kunstakademie-n végezte tanulmányait. Pályáját a német fővárosban a Gropius és Schmieden cégnél kezdte. Hazatérése után Hauszmann Alajos tanársegédje lett a Műegyetemen, aki saját tervezőirodájában is jelentős munkákat bízott rá. Ekkoriban kezdett együtt dolgozni a Hauszmann-iroda másik tehetséges tagjával, Korb Flórissal (1860–1930). Hauszmann több fontos középület tervezésébe vonta be a két tehetséges ifjút. Így az Alkotmány utcai törvényszéki épület, a New York-palota és az Igazságügyi palota tervezésébe, de a Budavári Palota kibővítésébe is.
1893-ban mindketten kiváltak a Hauszmann-irodából és társas viszonyba léptek. Első nagyobb szabású közös művük a Pesti Hírlap budapesti székháza volt. Együtt tervezték az 1896-os Ezredéves Kiállítás több, utóbb lebontott pavilonját. Az Erzsébet híd pesti hídfőjénél az építtető Klotild főhercegasszonyról elnevezett két, 1901-ben épült iker-palota és az 1902-ben emelt Király-bérház tervezése is nevükhöz fűződik. Az 1902-es pályázat nyerteseiként kapták a megbízást a Zeneakadémia tervezésére. Ez az 1904–1907 között kivitelezett Liszt Ferenc téri épület tekinthető fő művüknek. A rákövetkező években készült el terveik szerint a budapesti Mária utcai Szemészeti Klinika, majd az Üllői úti Sebészeti- és Belklinika. Korb és Giergl 1906-ig vagy 1909-ig, más adatok szerint 1914-ig dolgozott együtt.
Giergl Kálmán sokat utazott Európában, Amerikában, a Közel- és Távol-Keleten. Jelentős műgyűjteményének jegyzékét az Iparművészeti Múzeum őrzi.

## Tervek és épületek
- New York-palota, Budapest (Hauszmann és Korb, 1894)
- Igazságügyi Palota, Budapest
- Klotild paloták, Budapest (Korb, 1901)
- Király-Bérház, Budapest (Korb, 1902)
- Liszt Ferenc Zeneakadémia, Budapest (Korb, 1907)
- Luxus Áruház, Budapest (Korb, 1911)
- Egyetemi Könyvtár, Kolozsvár (Korb, 1906–1907)
- Klinikák több épülete, Budapest (1900-as évek eleje)